# Irene Montero
Irene María Montero Gil (ur. 13 lutego 1988 w Madrycie) – hiszpańska polityk, działaczka ugrupowania Podemos, posłanka do Kongresu Deputowanych, w latach 2020–2023 minister równouprawnienia, deputowana do Parlamentu Europejskiego X kadencji.

## Życiorys
Absolwentka psychologii na Universidad Autónoma de Madrid, w 2013 na tej uczelni uzyskała magisterium z zakresu psychologii wychowawczej. W wieku 16 lat dołączyła do komunistycznej młodzieżówki. Brała udział w różnych akcjach protestacyjnych, działała m.in. w ruchu Plataforma de Afectados por la Hipoteca sprzeciwiającym się eksmisjom. W 2014 zaangażowała się w działalność partyjną w ramach lewicowego ugrupowania Podemos.
W 2015 po raz pierwszy uzyskała mandat posłanki do Kongresu Deputowanych, w kolejnych wyborach w 2016, kwietniu 2019 i listopadzie 2019 z powodzeniem ubiegała się o reelekcję. W lutym 2017 jako rzeczniczka stanęła na czele frakcji poselskiej tworzonej przez Podemos i jego koalicjantów.
W styczniu 2020 objęła stanowisko ministra równouprawnienia w drugim rządzie Pedra Sáncheza. Funkcję tę pełniła do listopada 2023. W 2024 z listy swojej formacji została wybrana do Parlamentu Europejskiego X kadencji.

## Życie prywatne
Partnerka życiowa lidera Podemos Pabla Iglesiasa Turrióna, z którym ma troje dzieci.